# Bartolomé Albert

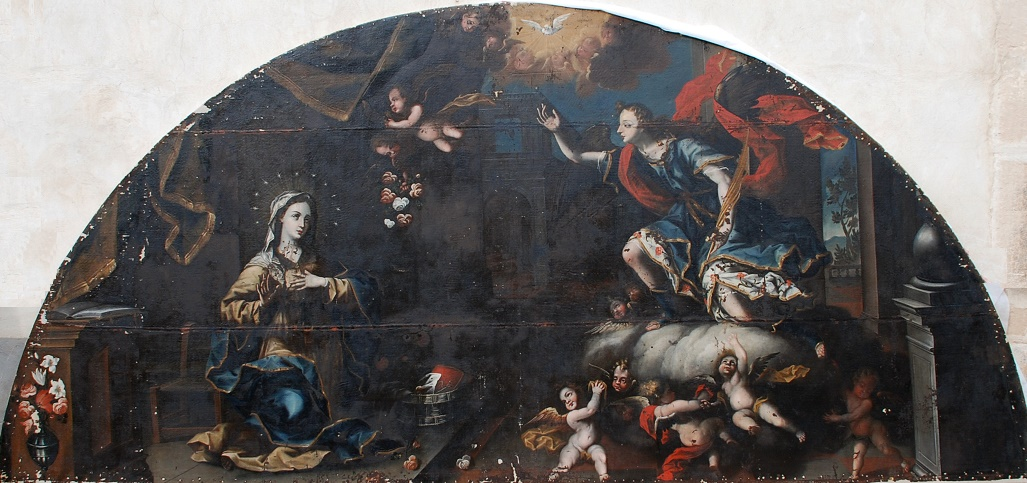
La Anunciación, óleo sobre lienzo, 3,5 x 2 metros en medio punto. Orihuela, Capilla del Santo Cristo o del Hallazgo, santuario de Nuestra Señora de Monserrate

Bartolomé Albert, el mayor (Albaida, 1657-Orihuela, c. 1725) fue un pintor barroco español.
Supuestamente nacido en Albaida, aunque sin documentación que lo confirme, las primeras noticias de su actividad lo sitúan en Biar, en el obispado de Orihuela, ocupado en trabajos menores en la primavera de 1683. En 1688 recibía de nuevo algunos pagos de esta villa por la pintura de unos frontales de altar perdidos, y podrían datar de entonces dos lienzos con San Juan Nepomuceno y la Predicación de san Francisco Javier conservados en el presbiterio de la capilla de la comunión de la parroquial del lugar.
Elías Tormo le atribuyó también algunas pinturas decorativas en los salones del palacio de los Milá y Aragó, marqueses de Albaida, además de varios lienzos al óleo en su iglesia parroquial, pero es en Orihuela donde aparece asentado al menos desde 1686 donde se conserva lo mejor de su obra y se puede documentar el nacimiento hacia 1703 del segundo de sus hijos, llamado también Bartolomé, quien con el tiempo heredaría el oficio paterno, además de ejercer como clérigo —licenciado en artes menores—, grabador y músico en la catedral oriolana.
En la iglesia del Convento de Santo Domingo de Orihuela trabajó, al fresco y al óleo, de 1692 a 1703. En la bóveda sobre el coro alto pintó al fresco en 1695 una gloria celestial inspirada en el De coelisti hierarchia del Pseudo Dionisio Areopagita, al que sigue Dante en el canto vigésimo octavo del Paraíso, otorgando en ella, según observa Pérez Berná, un papel destacado a la música, con la representación de veintiséis instrumentos musicales portados por ángeles mancebos en el tercer círculo, con los que acompañan el canto del Hosanna entonado por coros de Dominaciones, Virtudes y Potestades representados en el segundo círculo. Los instrumentos, no obstante, no son todos estrictamente coetáneos y en su representación estilizada Albert acude en algunos casos a estampas francesas que también utilizó en las figuras, además de distribuirlos con criterios pictóricos y no orquestales. En el muro del mismo coro, a los pies del templo, pintó una Anunciación donde dejó su firma —«barth. albert / anno 1699»—, posiblemente por concluir con ella los trabajos de pintura en la bóveda. Inmediatamente después debió de comenzar los trabajos de decoración de la parte inferior, en los que contó con la colaboración de un ayudante. Según la documentación y conforme al programa iconográficos proporcionado por los frailes, las pinturas, ahora al óleo, debían continuar el ciclo mariano iniciado con la Anunciación y completarse con parejas de santos dominicos, pero de esta parte únicamente queda el lienzo que representa a Santa Catalina de Sena y santa Rosa de Lima, muy distinto, por su retardatario tratamiento del naturalismo y el claroscuro, de los luminosos y decorativos frescos de la bóveda.
También en Orihuela se le atribuyen las pinturas de las pechinas y lunetos de la capilla del Santo Cristo, o del Hallazgo, del santuario de Nuestra Señora de Monserrate, muy cercanas, en especial las pinturas de los lunetos con la Anunciación y la Visitación, a la firmada Anunciación de Santo Domingo.
A su hijo, Bartolomé Albert el menor, que en 1710 figuraba ya como niño de coro de morado en la Capilla de Música de la catedral de Orihuela, y de 1713 a 1716 de colorado —tiple—, atribuye Pérez Berná las pinturas de las bóvedas de las capillas de la comunión de la iglesia parroquial de la Inmaculada de Onil y de San Pedro de Agost. Se repite en ellas el motivo de la gloria celestial de la bóveda de Santo Domingo, pero el criterio en la selección de los instrumentos y su tratamiento revelaría un mejor conocimiento musical del pintor que los ejecutó. Se conocen también algunos grabados firmados Bartolomé Albert que, por los años consignados, corresponden al hijo mejor que al padre.